# 大真藓
大真藓（学名：Bryum billardieri），又名比拉真藓，为真藓科真藓属下的一个种。

## 扩展阅读
- 維基物種上的相關：大真藓